# Олигархија
Олигархија — владавина мањине (грчки oligos – „мало” и arkhê – „владање”), је врста власти у којој је већина политичке моћи у рукама малог дела популације, али које је номинално најмоћније, било по свом богатству, војној сили, страховлади или политичком утицају. 
Политички аналитичари кажу да је свако друштво неизбежно олигархијско ма који политички систем гледали. Број чланова олигархије не представља један сигуран критеријум за одређивање олигархијског система. Стога је битно анализирати с више пажње критеријуме припадности олигархијском друштву: како постати члан, како исти остати и како изаћи из тог друштва. Разне врсте критеријума, више или мање службене и више или мање стабилне у времену, могу ући у игру. Олигархије су сложени политички системи са често више кругова моћи, која је све више и више концентрисана, специјализована складно домену моћи, на пример — економска, правна, религиозна, војна, технолошка, итд, чије изражавање је често дискретно и колегијално. У том случају обично говоримо о доминантним породицама за које политичка позиција јесте део наследства који се преноси деци и чије образовање је организовано у тој перспективи. Најактуелнији пример таквог понашања који нам је свима познат јесу породице Буш и Кенеди у Сједињеним Америчким Државама. Треба рећи да је олигархијско друштво нестабилно, његова моћ се мења временом (било да опада или расте) и тај феномен је додатно закомпликован спољашњим утицајима, на пример — ратни услови допуштају једном појединцу да концентрише и узме велики део моћи, али уз ризик да ће постојећа олигархија нестати било поразом било победом (Рим који је и поред освајања доживео дебакл).

## Случајеви који се доживљавају као олигархије

### Филипини
Током председништва Фердинанда Маркоса од 1965. до 1986. године, на Филипинима се појавило неколико монопола, посебно око породице и блиских сарадника председника. Овај период, као и наредне деценије, навеле су неке аналитичаре да описују земљу као олигархију. Председник Родриго Дутерте, који је изабран 2016. године, говорио је о разбијању олигархије током свог председништва.

### Руска Федерација
Од распада Совјетског Савеза и приватизације привреде у децембру 1991. године, мултинационалне корпорације у приватном власништву у Русији, укључујући произвођаче нафте, природног гаса и метала, довеле су, према мишљењу многих аналитичара, до успона руских олигарха. Већина њих је директно повезана са највишим државним званичницима, као што је председник.

### Иран
Религиозна влада Ирана формирана након Иранске револуције 1979. описује се као клерикална олигархија коју предводи коалиција милитантних хомеинистичких идеолога и фундаменталистичког шиитског свештенства. Владајући систем који предводе клерикални олигарси познат је као „Велајат е-Факих”, тј. влада класа дванаесточланих шиитских марја означених титулом „ајатолах”. Највиши шиитски свештеник у политичком систему је „Рахбар” (врховни вођа) који служи доживотно и који се сматра Масумом (непогрешивим) и „заштитником вере” у хомеинистичкој теологији. Клерикални олигарси надгледају рад парламента и контролишу оружане снаге, државне медије, секторе националне привреде и верске фондове. Рахбар је такође војни шеф Иранских оружаних снага и директно контролише конгломерат хомеинистичких паравојних формација познатих као IRGC.

### Сједињене Државе
Неки савремени аутори окарактерисали су услове у Сједињеним Државама у 21. веку као олигархијске по природи. Сајмон Џонсон је 2009. написао да је „поновно појављивање америчке финансијске олигархије сасвим скорашње“, структуре коју је означио као „најнапреднију“ на свету. Џефри А. Винтерс је написао да „олигархија и демократија функционишу унутар једног система, а америчка политика је свакодневни приказ њиховог међусобног дејстсва.“ Горњих 1% становништва САД по богатству у 2007. имало је већи удео у укупном приходу него било када од 1928. године. У 2011, према PolitiFact и другима, првих 400 најбогатијих Американаца „имају више богатства од половине свих Американаца заједно.“
Боб Херберт из Њујорк тајмса је 1998. године назвао модерне америчке плутократе „Класом донатора“ (листа највећих донатора) и дефинисао класу, по први пут, као „мала група — само једна четвртина од једног процента становништва — и није репрезентативна за остатак нације. Али њеним новцем се купује много приступа.“
Француски економиста Томас Пикети наводи у својој књизи Капитал у двадесет првом веку из 2013. да је „ризик од скретања ка олигархији стваран и даје мало разлога за оптимизам о томе куда иду Сједињене Државе“.
Студија политиколога Мартина Гиленса са Универзитета Принстон из 2014. године и Бенџамина Пејџа са Универзитета Нортвестерн наводи да „већина америчке јавности заправо има мали утицај на политику коју усваја наша влада.“ Студија је анализирала скоро 1.800 политика које су донеле САД. владе између 1981. и 2002. и упоредила их са израженим преференцијама америчке јавности за разлику од богатих Американаца и група великих посебних интересних.
Гиленс каже да просечни грађани добијају оно што желе само ако то желе и богати Американци и пословно оријентисане интересне групе; и да када се спроводи политика коју фаворизује већина америчке јавности, то је обично зато што јој се економске елите нису противиле. Друге студије су критиковале студију Пејџа и Гиленса. Пејџ и Гиленс су одбранили своју студију од критика.
У интервјуу из 2015. године, бивши председник Џими Картер изјавио је да су Сједињене Државе сада „олигархија са неограниченим политичким подмићивањем“ због пресуде Ситизенс Јунитед против FEC која је ефективно уклонила ограничења на донације политичким кандидатима. Волстрит је потрошио рекордних 2 милијарде долара покушавајући да утиче на председничке изборе у Сједињеним Државама 2016.